# ماركو شوتالو
ماركو شوتالو (بالصربية: Марко Шутало) مواليد 13 أبريل 1983 في باتشكا توبولا، جمهورية صربيا الاشتراكية، هو لاعب كرة سلة صربي. بدأ مسيرته الاحترافية في سنة 1999. يلعب في الدوري الروماني لكرة السلة. يحمل الرقم 4.

## المسيرة الاحترافية
لعب مع فويفودينا] في موسم 2003–2004، ثم لعب مع نوفي ساد من سنة 2004 إلى 2008، ثم لعب مع فويفودينا في موسم 2008–2009، ثم لعب مع نادي زادار لكرة السلة في موسم 2013–2014، ثم لعب مع نادي بيتيشت لكرة السلة في موسم 2014–2015.

## روابط خارجية
- ماركو شوتالو على موقع الاتحاد الدولي لكرة السلة (الإنجليزية)
- ماركو شوتالو على موقع كرة السلة الأوروبية.كوم (الإنجليزية)
- ماركو شوتالو على موقع ريلجم (الإنجليزية)
- ماركو شوتالو على موقع بروبوليرز (الإنجليزية)
- ماركو شوتالو على موقع سبورتس رفرنس (الإنجليزية)